# Драгомир Хвалимирович
Драгоми́р Хвалими́рович (серб. Драгомир Хвалимировић; ум. 1018, Котор, Дукля) — князь Травунский и Захумский (1000—1018 годы).

## Семья
Отец — Хвалимир Петрович, князь Сербии и жупан Дукли — происходил из династии Воиславлевичей. Женился на дочери Лютомира, жупана Рашки.
Сын — Стефан Воислав — в 1018 году стал жупаном Дукли.

## Биография
В 1000 году получил контроль над Травунией — княжеством на юге историко-географических областей Герцеговина (южная часть современной Боснии и Герцеговины) и Далмации — и Захумьем — чуть более северным княжеством — находившимися в составе Дукли.

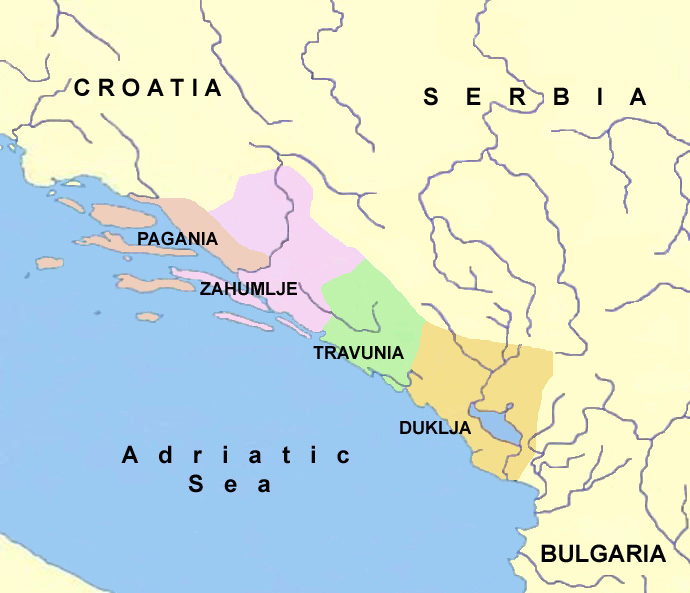
Границы государств Балканского полуострова примерно в 950 году по Византийскому императору Константину VII Багрянородному. Зелёным обозначена Травуния, розовым — Захумье

В 998 году, ещё до начала правления Драгомира, Самуил, царь Болгарии, вторгся на территорию Дукли. К 1009—1010 годам Самуил оккупировал всю территорию Дукли, в том числе и Травунию и Захумье, подконтрольные Драгомиру. Последнему не удалось дать отпор, он отступил вместе со своей армией в горы. Однако, вскоре он провёл переговоры с Самуилом, в результате которых возвращал управление над Травунией и Захумьем, но становился вассалом Самуила. Самуил ранее заключал подобный договор с Иваном Владимиром, жупаном Дукли, однако тот был убит в 1016 году Иваном Владиславом, племянником и наследником Самуила, если не считать его сына Гавриила Радомира, правившего чуть менее года и убитого в 1015 году Иваном Владиславом.
В 1-й половине 1018 года отправился захватывать престол Дукли, но был убит в городе Котор в Дукле, расположенном на берегу Которского залива Адриатического моря и ныне являющимся административным центром общины Котор.